# 堑沟
在行星体系命名法中，堑沟（拉丁語： /ˈfɒsə/）或堑沟群（拉丁語： /ˈfɒsiː/），也译作槽沟或槽沟群是地外天体（如行星或卫星）表面狭长的凹陷（槽沟）。该术语在拉丁语中的意思是“沟渠”或“槽沟”，它本身并不是一条地质术语，而是美国地质调查局（USGS）和国际天文学联合会（IAU）使用的描述词，用于描述地质或由于缺乏形成过程确切数据或原理的不确定地貌的地形特征。堑沟被认为是多种地质作用的结果，例如断层或地面沉降，火星上的许多堑沟可能都是地堑。

## 火星上的堑沟
塔尔西斯区是大型槽沟（狭长洼地）的所在地，在火星地理语言中称为“fossae”，即“凹窝、窝沟”之意，该术语源自拉丁语，因此，“fossa”是单数，而“fossae”是复数。当地壳被拉伸至破裂时，就会形成槽沟状，拉伸可能是由于附近火山的巨大重量所致。研究表明，塔尔西斯的火山造就了火星上大部分主要的火山堑沟，导致堑沟和其他构造特征的应力集中于南纬4度、东经253度的诺克提斯迷宫，但随着时间的推移，该中心已有所偏移。堑沟/陷坑在塔尔西斯和埃律西昂火山区的火山附近很常见。槽沟通常有两个断面，中间部分向下沉陷，沿两侧留下陡峭的悬崖，这种低谷称为地堑或槽形断层。纽约州北部的乔治湖就是一座坐落在地堑中的湖泊。有时，当地层因拉伸而塌陷产生空腔时，会形成一排陷坑。陷坑不像撞击坑，周围没有边缘或喷射物。研究发现，火星上的断层可能深达 5 公里，也就是说，岩石的断裂深度可达 5 公里。此外，裂缝或断层有时会变宽或扩大。这种加宽会导致形成容积相对较大的空腔。当地表层滑入空腔时，就会形成陷坑或陷坑链。在火星上，单个陷坑可以连接形成链条，甚至有时会形成呈扇形分布的槽沟。对于堑沟和陷坑的形成也提出了其他的设想。有证据表明它们与岩浆岩脉有关。岩浆可能在地表下移动，熔穿岩石，更重要的是融化冰层，由此产生的作用将导致在表面形成裂缝。在冰岛发现了由拉伸（延伸）构造和岩脉引起的岩墙。陷坑在地球上并不常见，只有极少数的天坑—地面陷落成的洞（有时在出现在城镇中间）类似于火星上的陷坑。但是，地球上的此类陷洞是形成于石灰岩溶解所产生的空腔。
了解坑陷坑和堑沟的位置以及形成机制对未来的火星定居很重要，因为它们可能是水库。

### 塔尔西斯区

显示了主要特征的塔尔西斯区地图，塔尔西斯有许多火山，包括太阳系中已知最高的奥林帕斯山，什洛尼尔斯火山丘，虽然它看上去很小，但大约和地球的珠穆朗玛峰一样高，一些堑沟的位置如图所示。
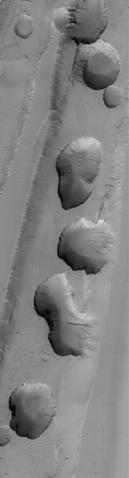
火星全球探勘者号显示的特拉克图堑沟群中由断层引起的槽沟，并导致地表塌陷成一系列陷坑链断层，图像位于塔尔西斯区。
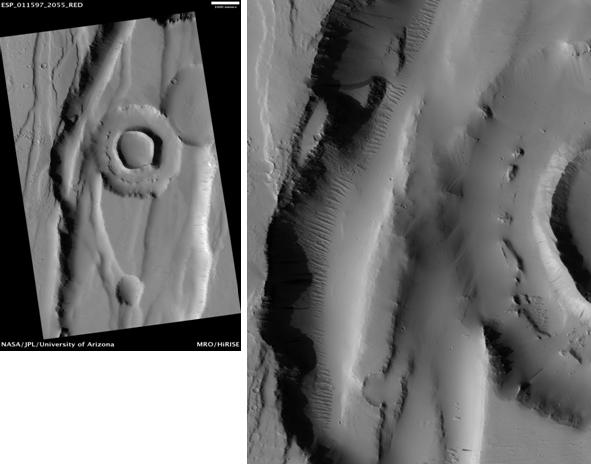
高分辨率成像科学设备显示的特拉克图堑沟群中的环形陷坑，图像位于塔尔西斯区，比例尺为1000米。
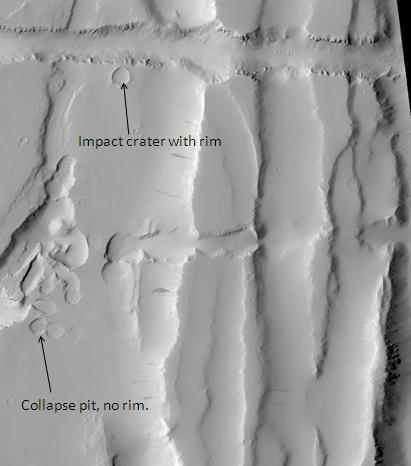
高分辨率成像科学设备显示的塔尔西斯区刻拉尼俄斯槽沟群。
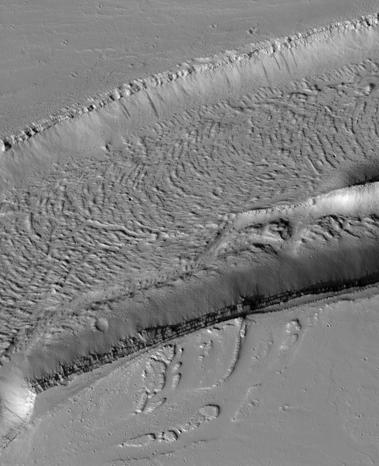
高分辨率成像科学设备显示的塔尔西斯区奥林匹克堑沟群点击图像可看到槽壁上的岩层。

### 阿耳卡狄亚区

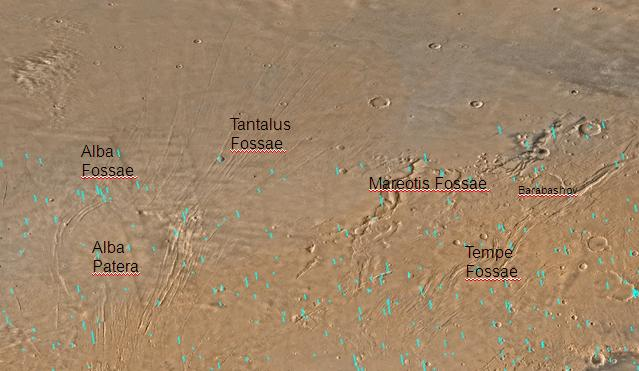
标有主要特征的阿耳卡狄亚区地图，地图上显示了几处大型堑沟群。
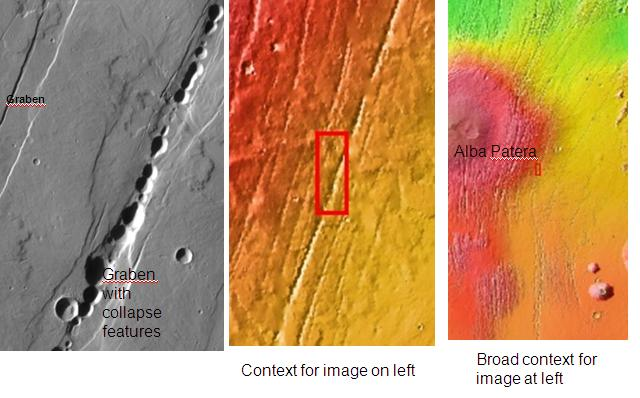
亚拔山附近的地堑，地堑和坑链都是由断层引起塌陷特征。当地壳被拉伸时，就会形成断层，地表层物质则落入拉伸产生的空腔中。最右侧为热辐射成像系统拍摄于阿耳卡狄亚区的背景照片，在亚拔山的右下方可看到乌拉纽乌斯火山丘（上）和什洛尼尔斯火山丘（最大）。
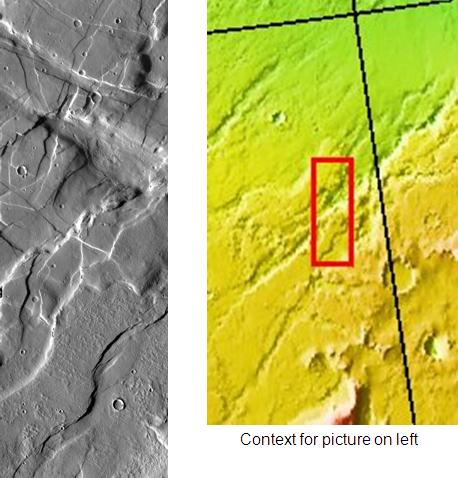
热辐射成像系统拍摄于阿卡迪亚区的照片 ，显示了来自不同方向的作用力所形成的复合地堑。
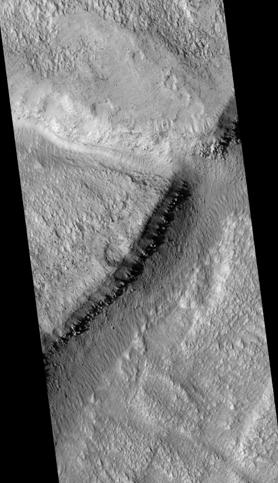
高分辨率成像科学设备显示的阿耳卡狄亚区玛莱奥提斯堑沟群。
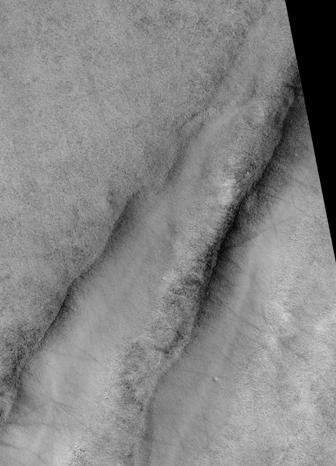
高分辨率成像科学设备显示的阿耳卡狄亚区坦塔罗斯堑沟群，点击图像可看到尘卷风痕迹。

### 埃律西昂区

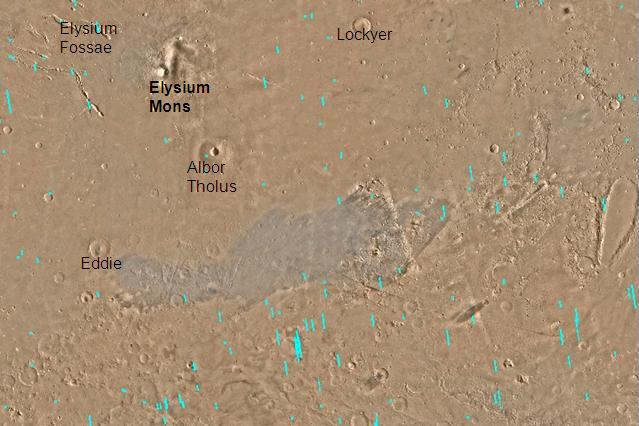
埃律西昂区地图，埃律西昂山和亚拔山是大型火山，大型堑沟群的位置被标示。
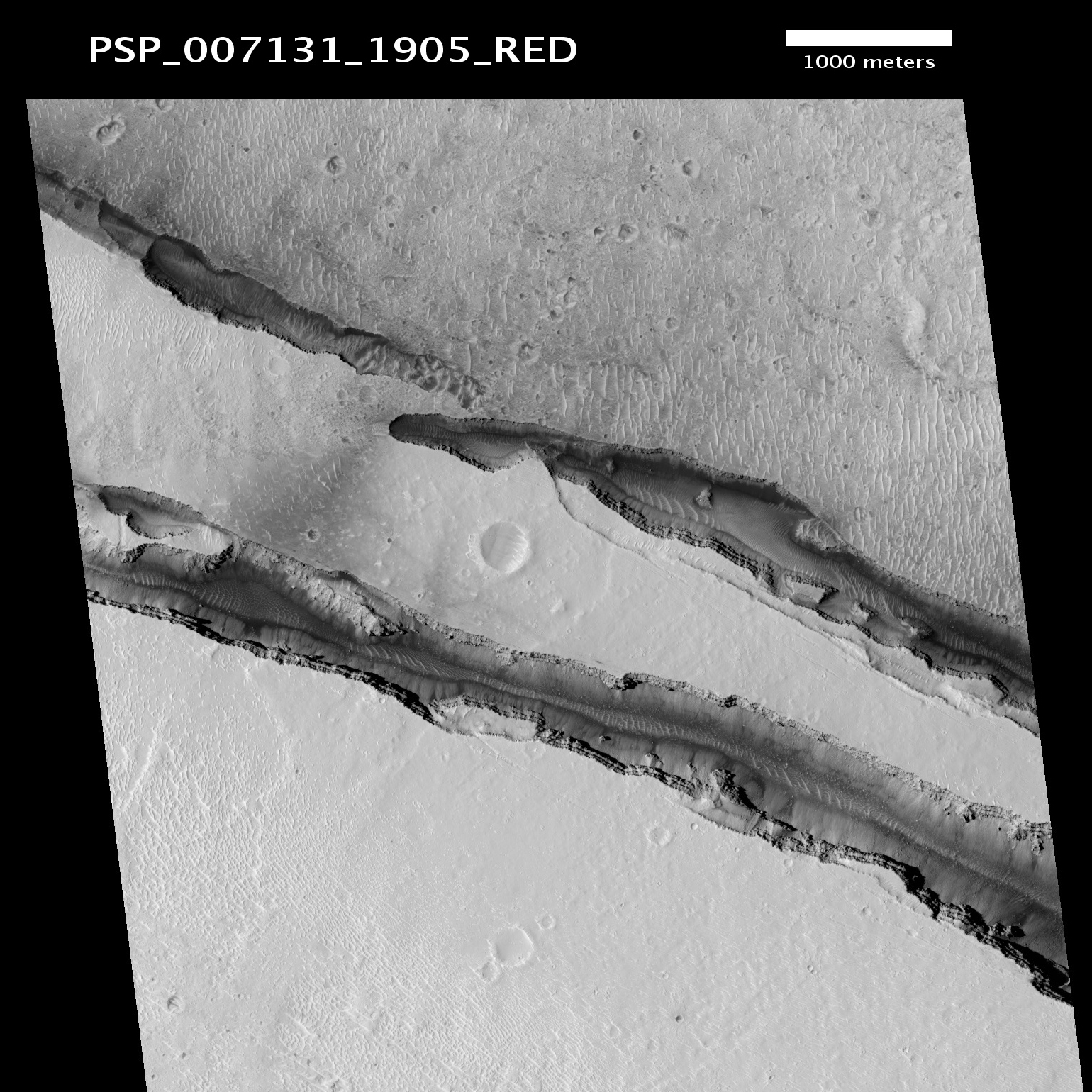
高分辨率成像科学设备显示的埃律西昂区科柏洛斯槽沟（比例尺为1公里）
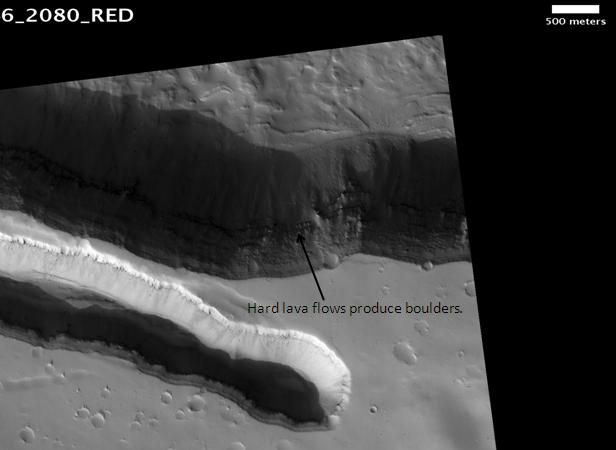
高分辨率成像科学设备显示的埃律西昂区埃律西昂堑沟群（比例尺为500米）。
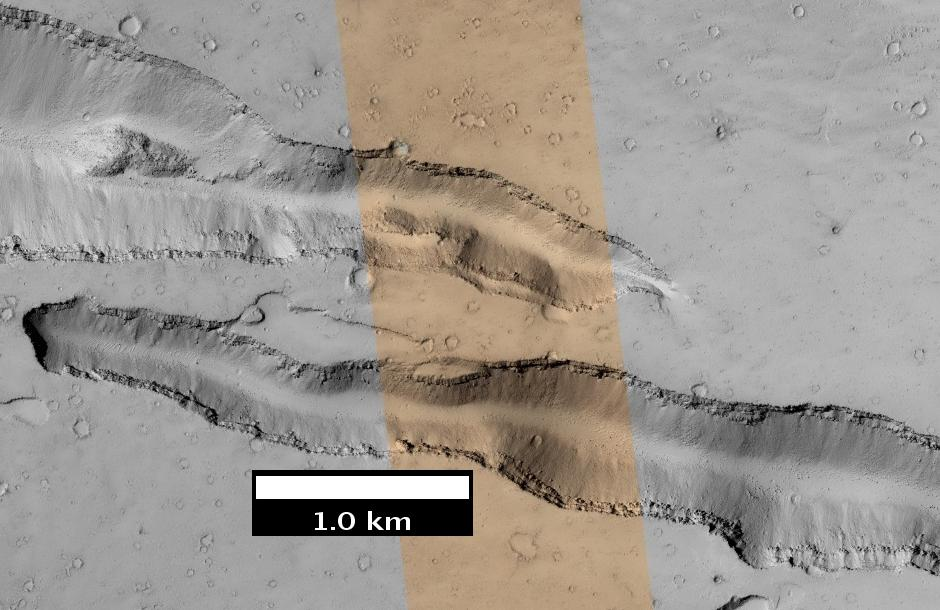
HiWish计划下高分辨率成像科学设备拍摄的亚拔山东面的槽沟。
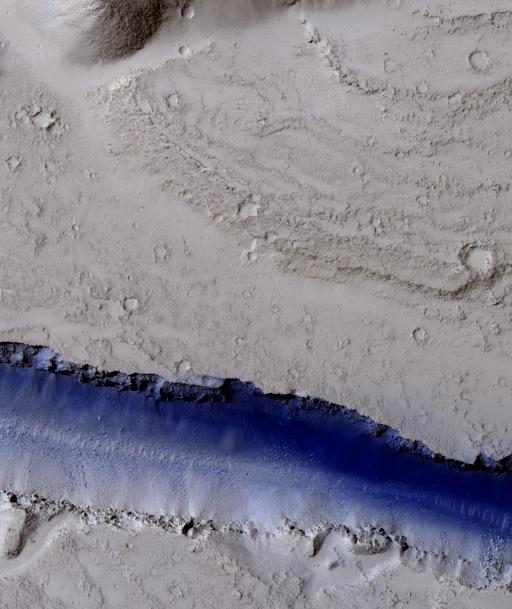
HiWish计划目下高分辨率成像科学设备显示的埃律西昂平原中的槽沟（堑沟）部分区域（蓝色可能为季节性霜冻）。

### 第勒尼安海区

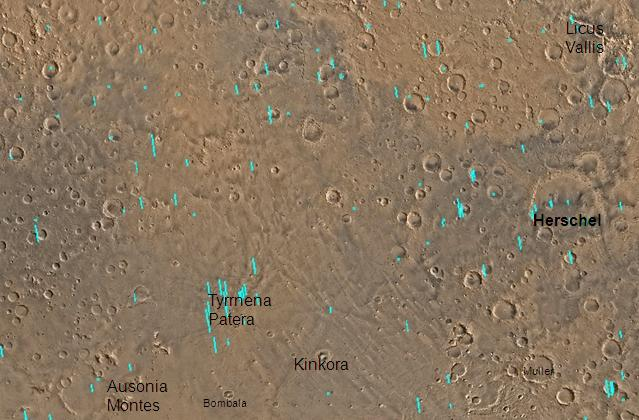
第勒尼安海区地图，第勒纳火山口是一座分布有陷坑的主要火山。
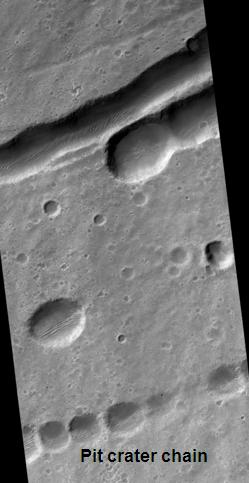
第勒尼安海区地图，第勒纳火山口是一座分布有陷坑的主要火山。由伊朗亚兹德埃桑·萨奈中学天文俱乐部推荐高分辨率成像科学设备拍摄。点击图片可以看到陷坑链和一座火山周围的同心特征。

### 门农尼亚区

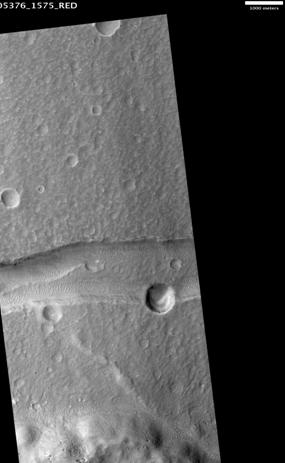
高分辨率成像科学设备显示的门农尼亚区堑沟群中的地堑，该地堑被认为是岩浆岩脉而非区域构造拉伸的结果，比例尺长1000米。

### 凤凰湖区

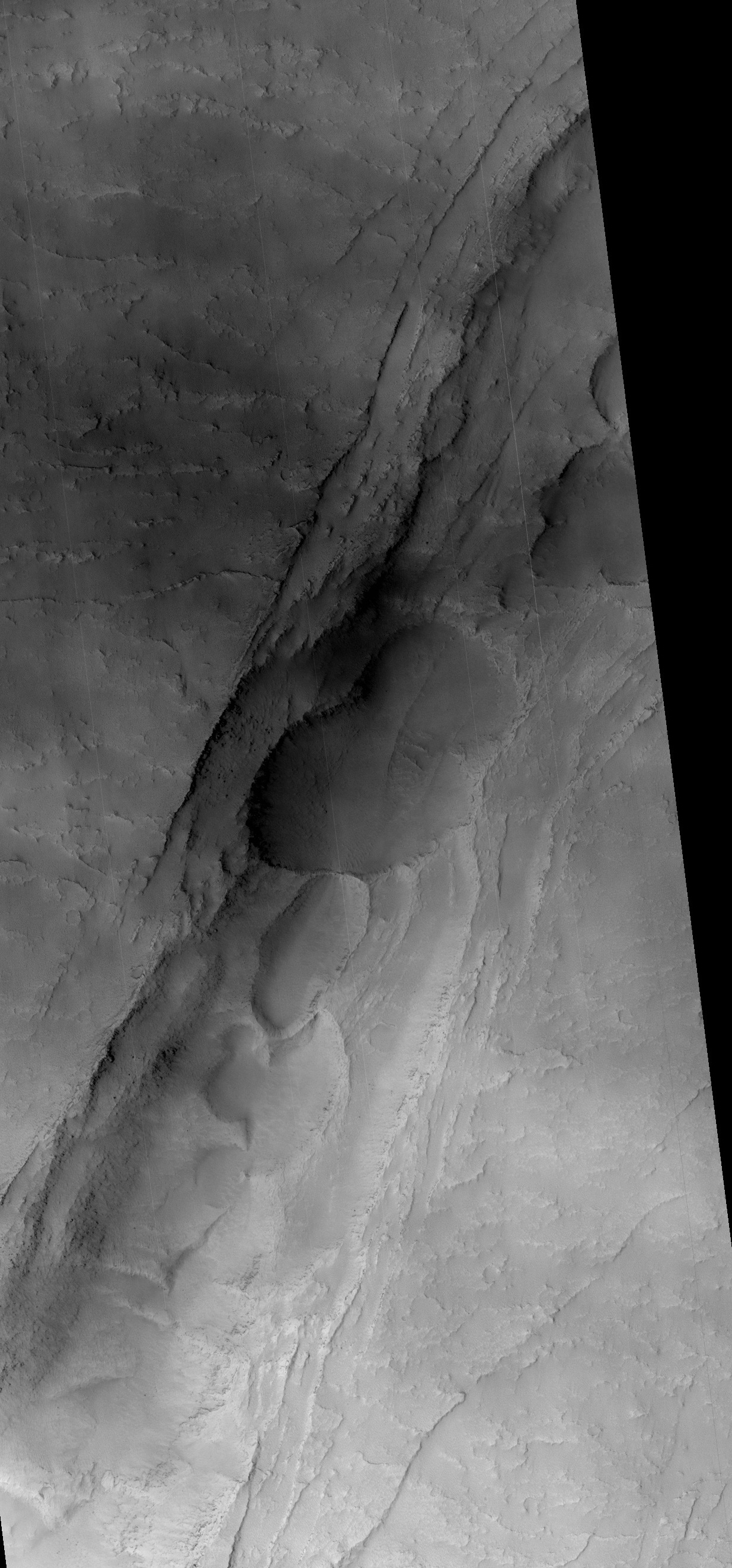
高分辨率成像科学设备显示的凤凰湖区奥蒂堑沟群。
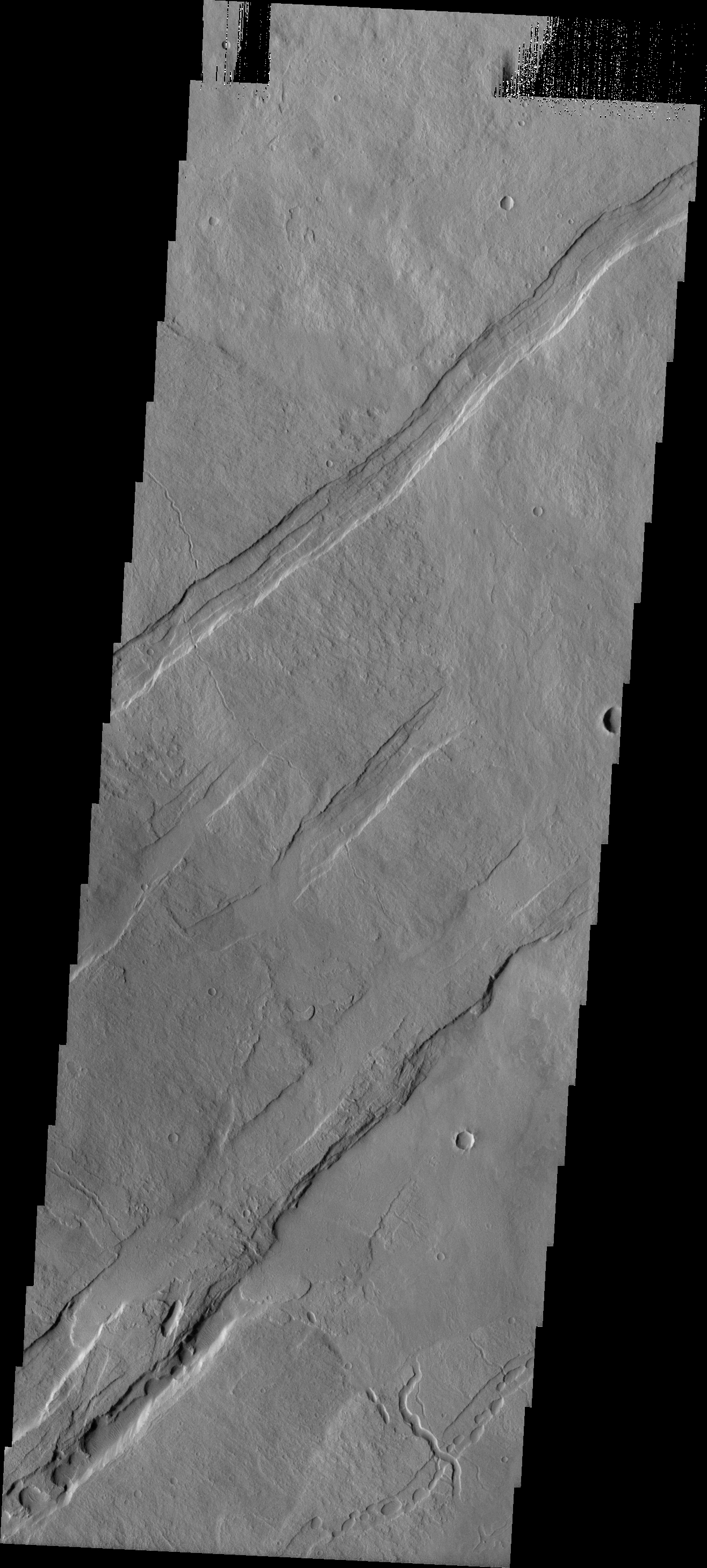
热辐射成像系统拍摄的奥蒂堑沟群照片，这些平行的地堑位于阿尔西亚山东北侧，它们与塔尔西斯三座火山的东北-西南走向一致。
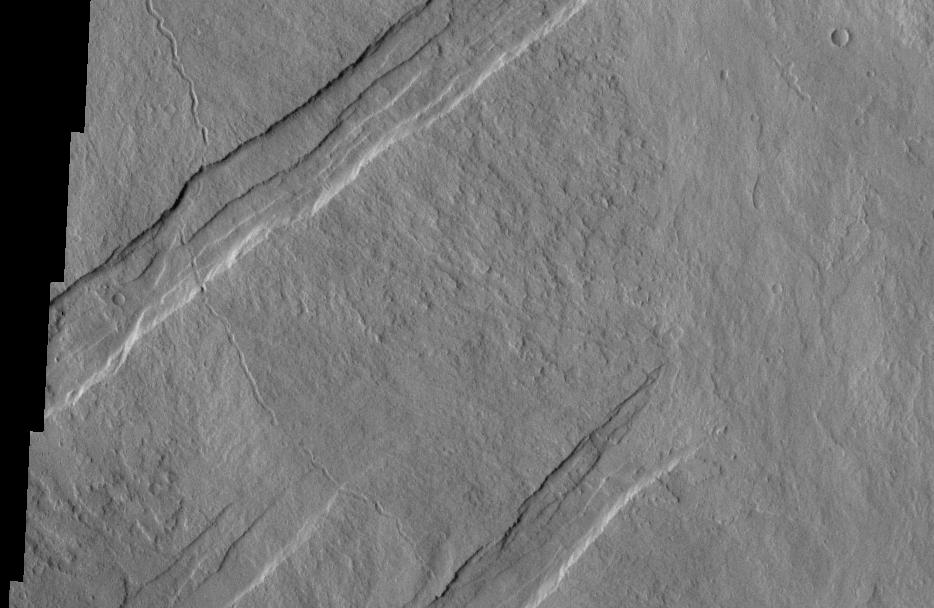
辐射成像系统拍摄的奥蒂堑沟群照片，这是前一幅照片的放大版。

### 迪阿克里亚区

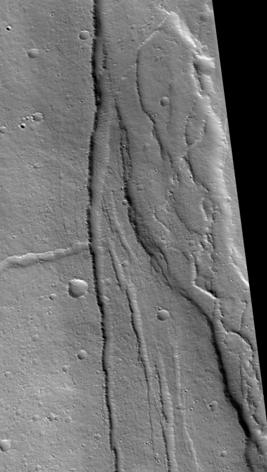
高分辨率成像科学设备显示的迪阿克里亚区库阿涅堑沟群。

### 法厄同区

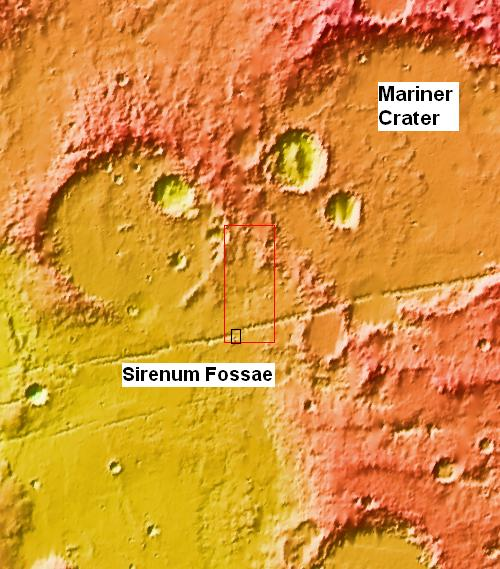
三幅“堑沟和相邻陨坑中的冲沟”系列图像中的火星轨道器激光高度计背景图，这张图像显示了图中地区水手陨击坑与塞壬堑沟群的关系。
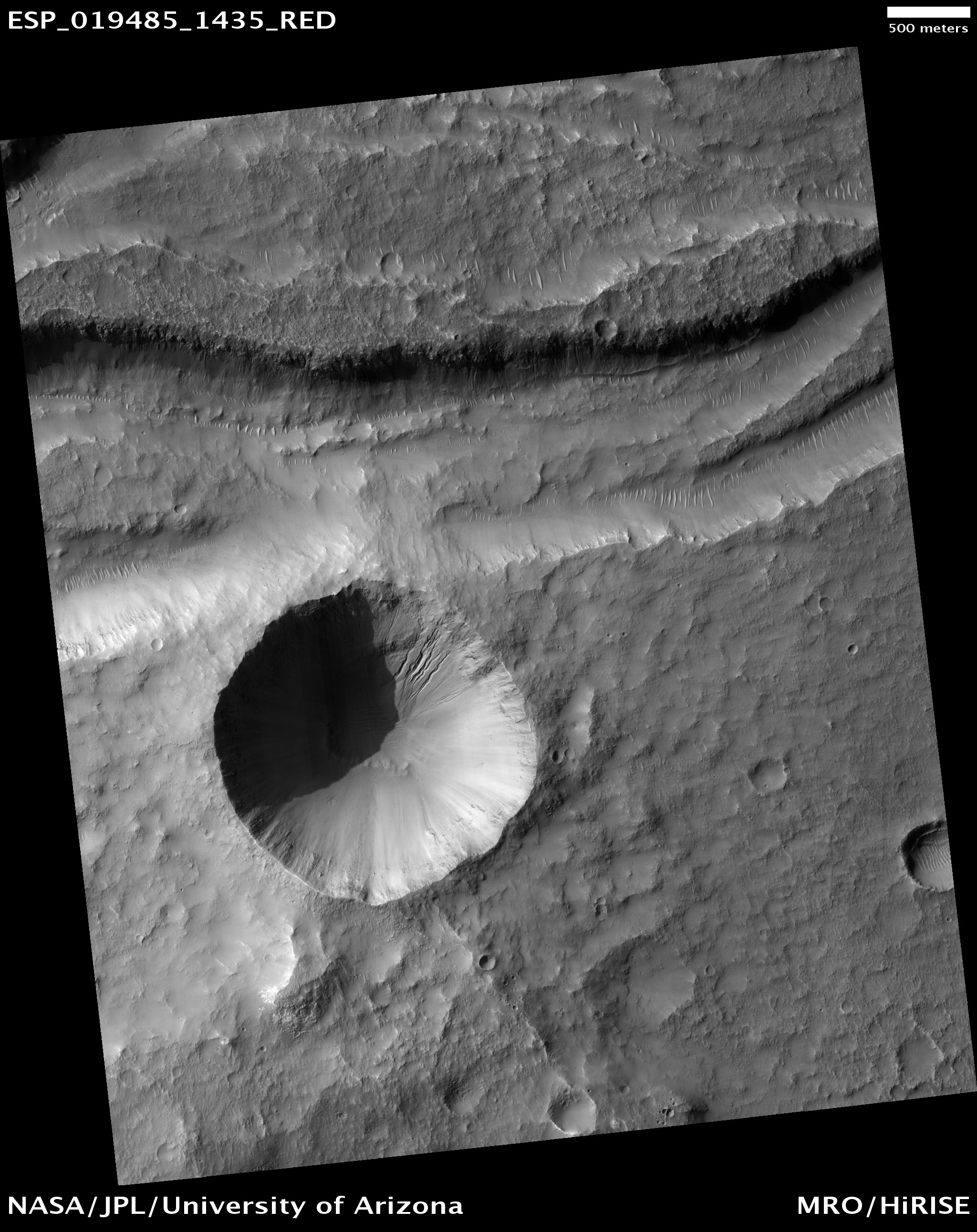
高分辨率成像科学设备显示的堑沟和相邻陨坑中的冲沟，比例尺长500米。
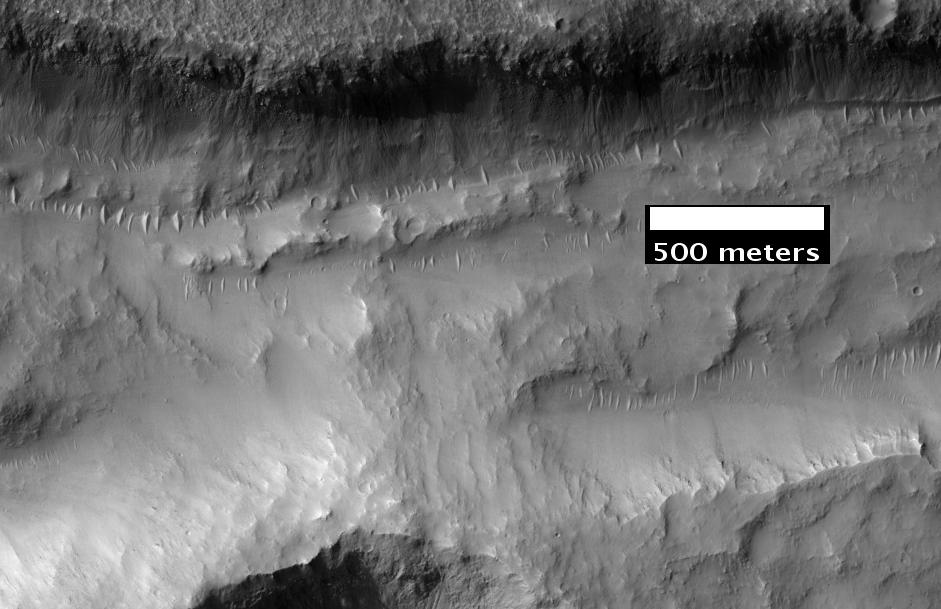
HiWish计划下高分辨率成像科学设备拍摄的堑沟中冲沟的特写，这些只是火星上可看到的一些较小的冲沟。

### 伊斯墨纽斯湖区

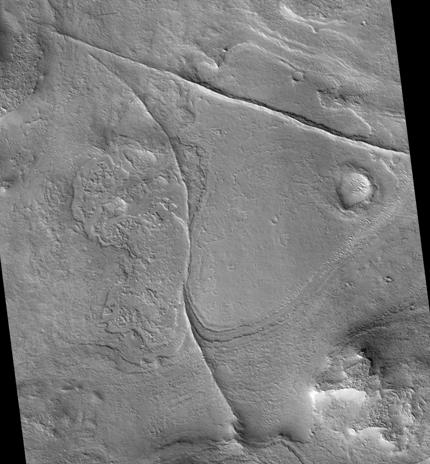
高分辨率成像科学设备显示的伊斯墨纽斯湖区科勒堑沟群的岩脉和/或断层，岩脉和断层可能形成了矿床。
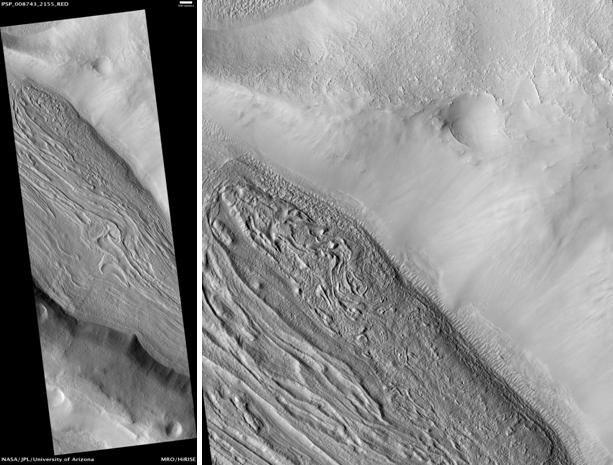
高分辨率成像科学设备显示的伊斯墨纽斯湖区科勒堑沟群中的线状谷底沉积，比例尺长500米。
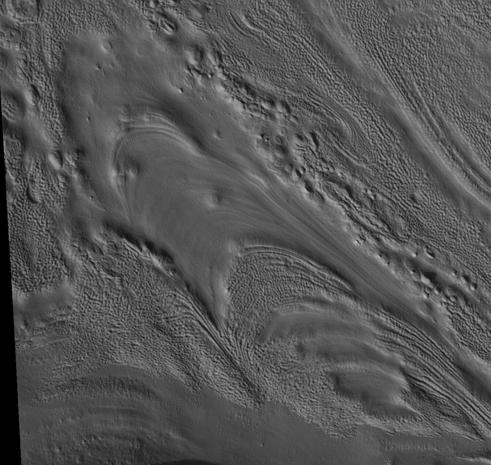
高分辨率成像科学设备显示的伊斯墨纽斯湖区科勒堑沟群中的陷坑，据信，这些陷坑是由逸出的水流所形成。

### 刻布壬尼亚区

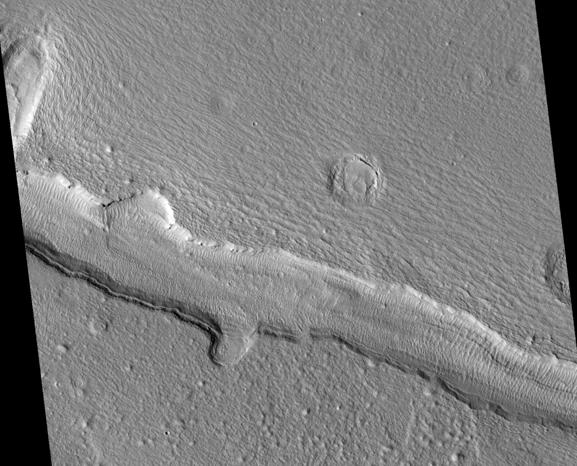
高分辨率成像科学设备显示的刻布壬尼亚区加拉西斯堑沟群槽沟。

### 卢娜沼区

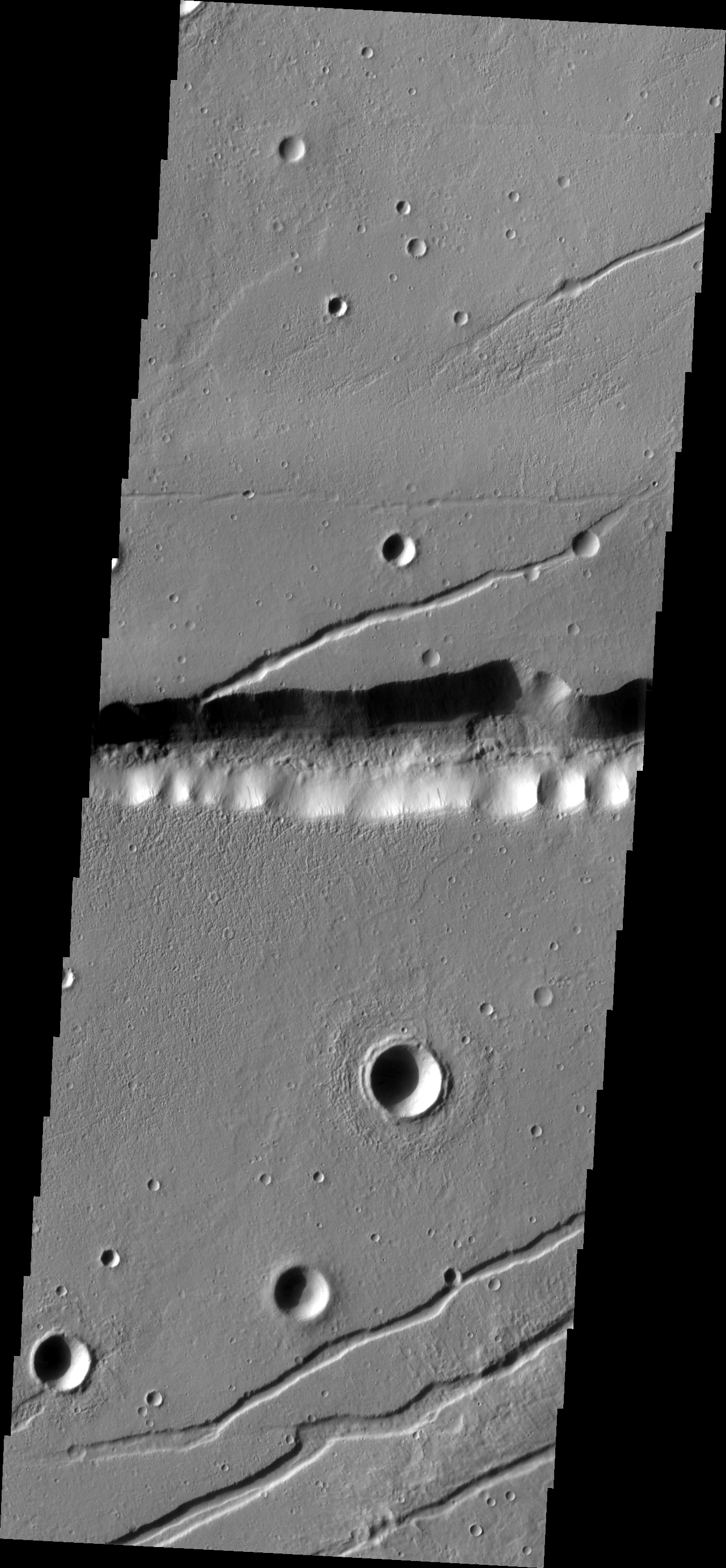
热辐射成像系统显示的卢娜沼区拉贝亚提斯堑沟群。
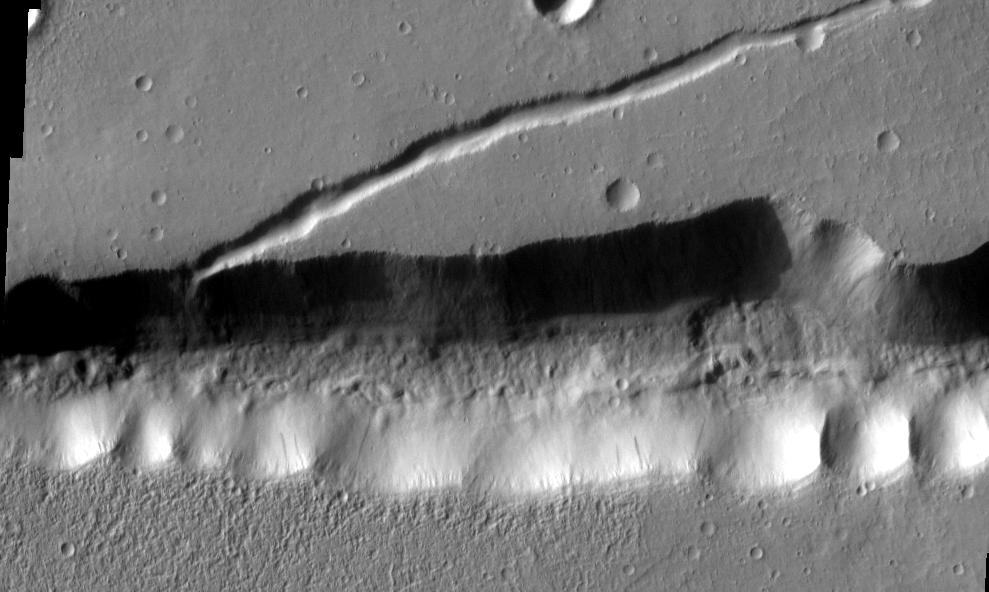
热辐射成像系统拍摄的卢娜沼区拉贝亚提斯堑沟群特写。

### 阿蒙蒂斯区

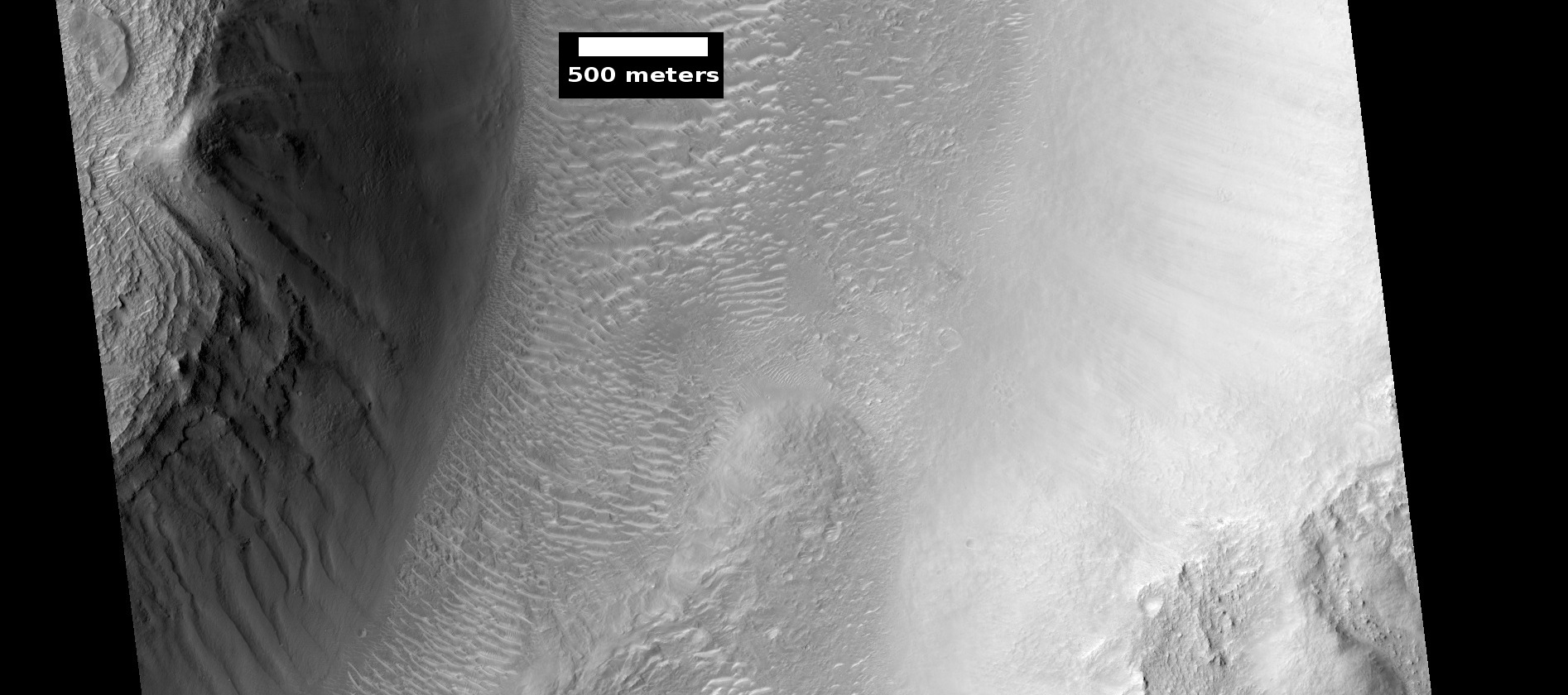
HiWish计划下高分辨率成像科学设备显示的阿蒙蒂斯堑沟群坡壁。
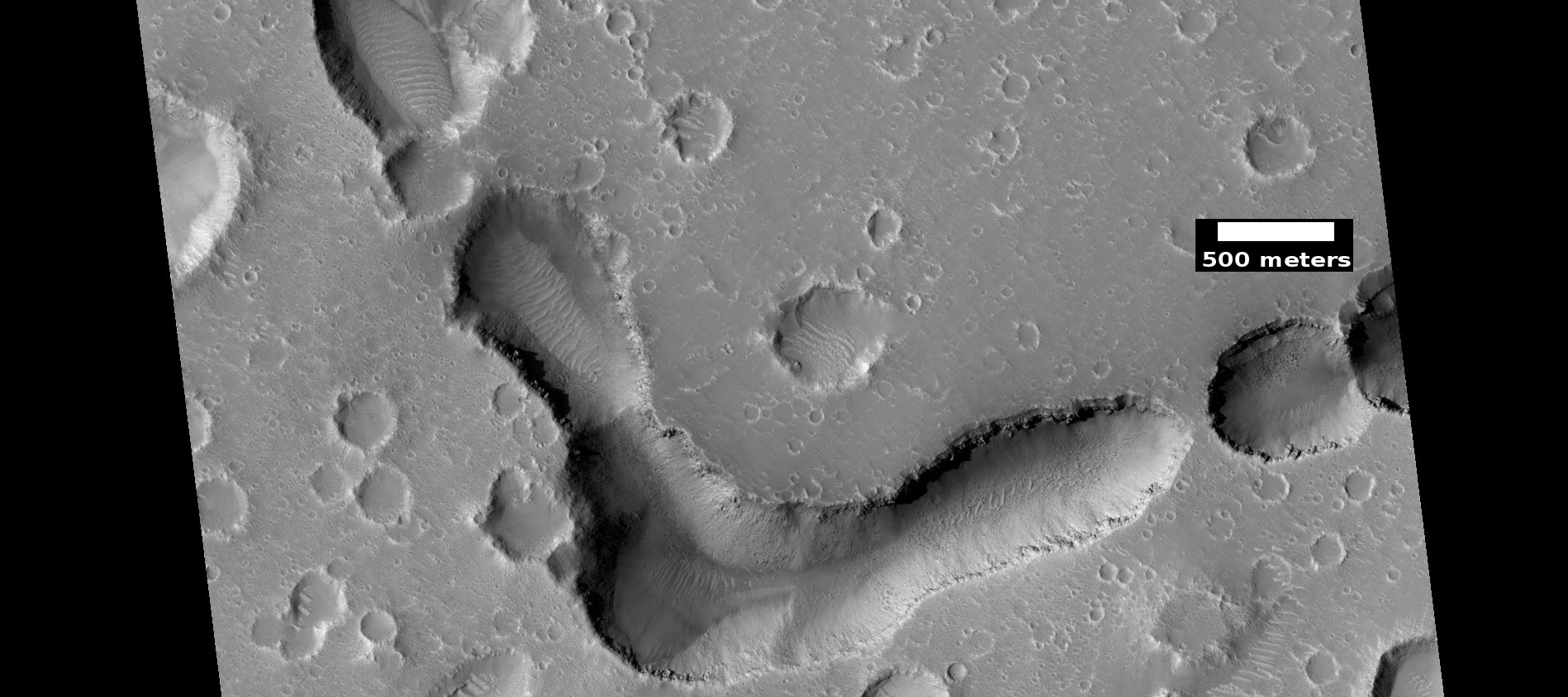
HiWish计划下高分辨率成像科学设备显示的一些大型陷坑。
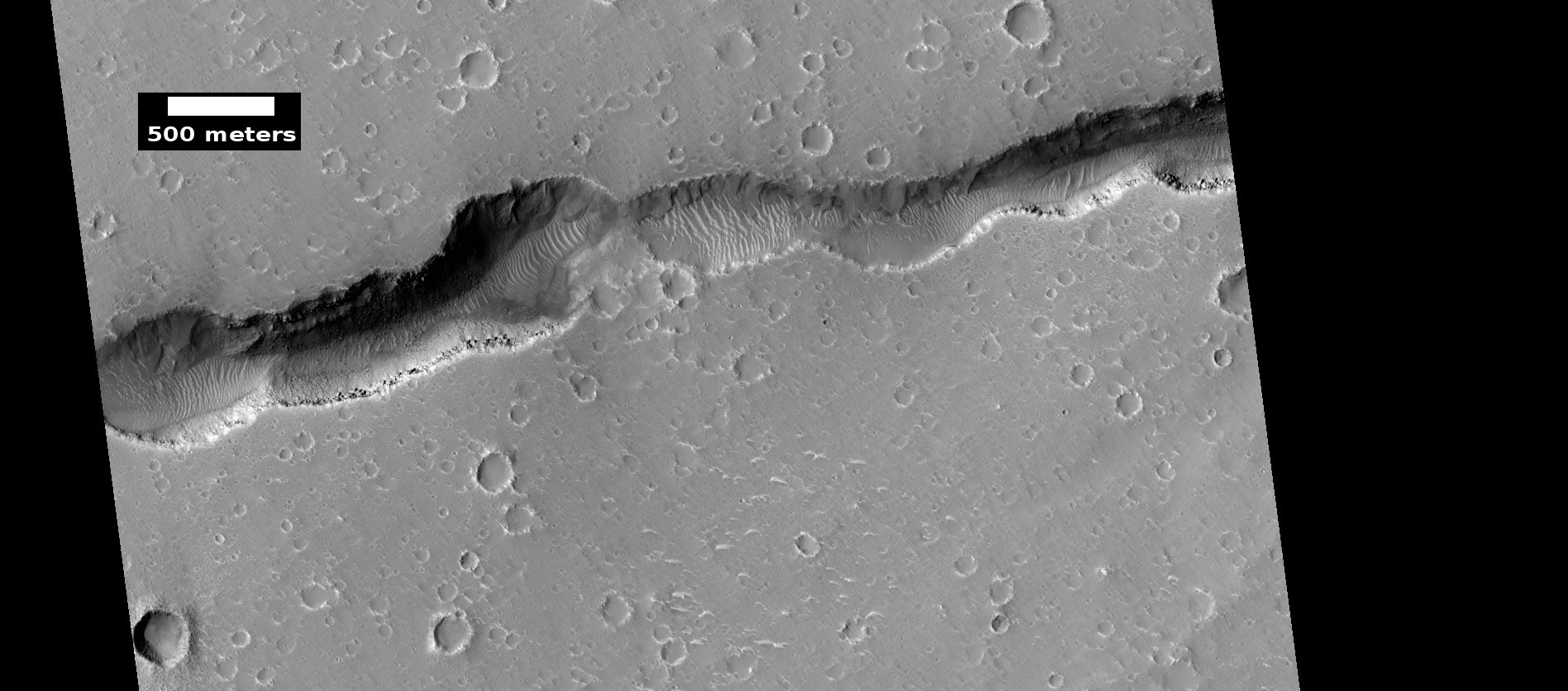
HiWish计划下高分辨率成像科学设备显示的槽沟。
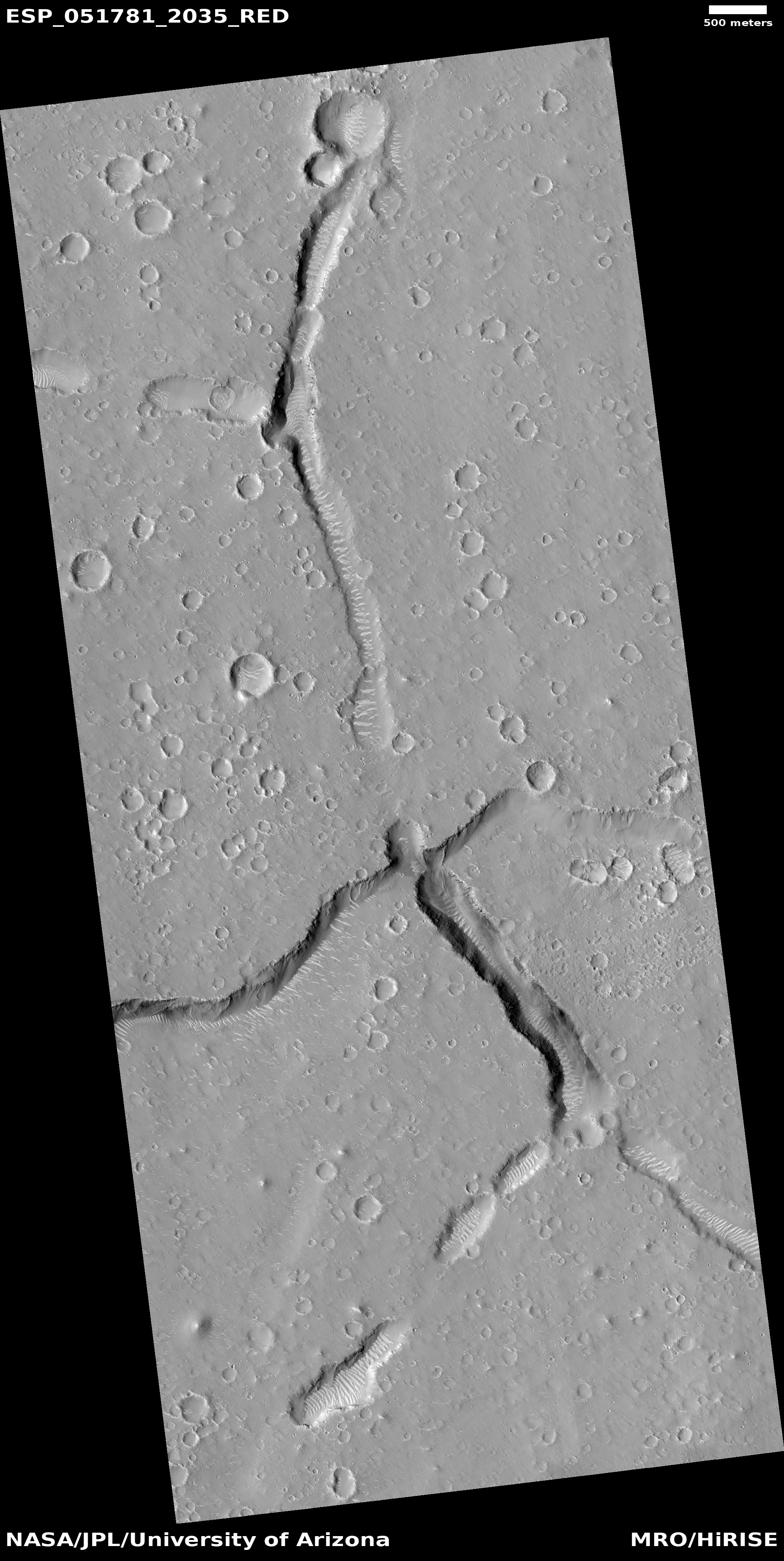
HiWish计划下高分辨率成像科学设备显示的槽沟。

## 另请查看
- 伊卡里亚堑沟群

## 外部资源
- 火星上的堑沟群 （页面存档备份，存于）
- 金星上的堑沟群
- 月球上的堑沟群
- 土卫二上的堑沟群
- 木卫三上的堑沟群